# Carrie Fisher

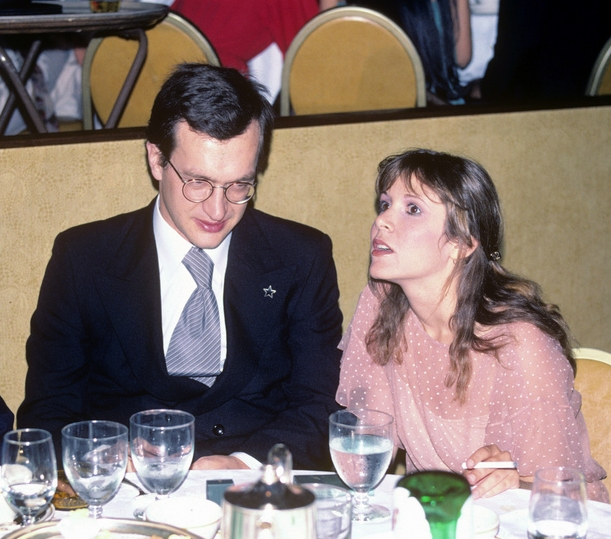
Carrie Fisher tillsammans med Wim Wenders 1978.

Carrie Frances Fisher, född 21 oktober 1956 i Beverly Hills, Los Angeles, Kalifornien, död 27 december 2016 i Los Angeles, Kalifornien, var en amerikansk skådespelare och författare. Hon var dotter till Eddie Fisher och Debbie Reynolds samt var under en period gift med Paul Simon.
Fisher är mest känd som prinsessan Leia i Star Wars-filmerna. Filmen Vykort från drömfabriken bygger på Fishers relation med sin mor. I filmen spelar Meryl Streep den alkoholiserade före detta filmstjärnan som tvingas flytta ihop med sin mor, även hon känd skådespelerska.
Fisher var också verksam som "manusdoktor" i Hollywood och anlitades ofta för att förbättra filmmanus. 
Fisher avled den 27 december 2016 efter att ha drabbats av ett hjärtstopp under en flygresa fyra dagar tidigare. Följande dag avled även hennes mor Debbie Reynolds.
Hennes dotter Billie Lourd är även hon skådespelare.

## Filmografi i urval
- 1975 – Shampoo
- 1977 – Star Wars: Stjärnornas krig
- 1977 – Kentucky Fried Movie
- 1978 – Stjärnornas krig och fred (TV-film)
- 1980 – Rymdimperiet slår tillbaka
- 1980 – The Blues Brothers
- 1981 – Under the Rainbow
- 1982 – Laverne and Shirley (TV-serie)
- 1983 – Jedins återkomst
- 1984 – Garbo Talks
- 1985 – En kille i rött
- 1986 – Hannah och hennes systrar
- 1987 – Amazing Stories (TV-serie)
- 1988 – Döden till mötes
- 1989 – När Harry träffade Sally...
- 1989 – En djävul till granne
- 1990 – Vykort från drömfabriken (manus)
- 1991 – Släng dig i väggen, Fred!
- 1991 – Hook
- 1992 – Här är mitt liv
- 1994  – Super Star Wars: Return of the Jedi (röst i TV-spel)
- 1995 – Frasier (TV-serie)
- 1997 – Austin Powers: Hemlig internationell agent
- 2000 – Scream 3
- 2001 – Stjärnor utan hjärnor
- 2003 – Charlies änglar - Utan hämningar
- 2003 – The Wonderland Murders
- 2005 – The Aristocrats
- 2005 – Family Guy (TV-serie)
- 2007 – Suffering Man's Charity
- 2007 – Weeds (TV-serie)
- 2008 – The Women
- 2008 – Robot Chicken (TV-serie)
- 2009 – Fanboys
- 2009 – Sorority Row
- 2010 – Entourage (TV-serie)
- 2011 – The Talk (TV-serie)
- 2012  – Dishonored (röst i TV-spel)
- 2014 – Girlfriends' Guide to Divorce (TV-serie)
- 2014 – Maps to the Stars
- 2015 – Star Wars: The Force Awakens
- 2015–2017 – Catastrophe (TV-serie)
- 2017 – Star Wars: The Last Jedi
- 2019 – Star Wars: The Rise of Skywalker (arkivmaterial)